# Bruchia
Bruchia es un género de escarabajos de la familia Chrysomelidae. En 1906 Weise describió el género. Contiene las siguientes especies:
- Bruchia armata Staines, 1932
- Bruchia fulvipes (Baly, 1885)
- Bruchia scapularis Staines, 1932
- Bruchia sparsa Weise, 1906